# Mirko Marić
Mirko Marić (IPA: [mǐːrko mǎːritɕ], ur. 16 maja 1995 w Grude) – chorwacki piłkarz bośniackiego pochodzenia, występujący na pozycji napastnika we włoskim klubie AC Monza oraz w reprezentacji Chorwacji.

## Kariera klubowa

### Młodość
Urodził się w Grude, miejscowości położonej nieopodal granicy bośniacko-chorwackiej, która zamieszkana jest głównie przez Chorwatów. Przygodę z piłką rozpoczął w lokalnym klubie HNK Grude, w którym występował do 2009. Później dołączył do drużyny młodzieżowej NK Široki Brijeg.

### NK Široki Brijeg
W sezonie 2011/2012, z 32 bramkami, został królem strzelców Premijer ligi U-19. W sezonie 2012/2013 został przesunięty pierwszej drużyny i zgłoszony do rozgrywek. W pierwszym sezonie rozegrał 22 mecze i zdobył 3 bramki. W bośniackim klubie grał przez 3 sezony, łącznie notując 53 występy i strzelił 15 bramek.

### Dinamo i Lokomotiva
27 marca 2014, Marić podpisał siedmioletni kontrakt z Dinamem Zagrzeb i od razu został wypożyczony do Širokiego Brijegu. 13 sierpnia 2014 Dinamo, ze względu na rzadką grę napastnika, skróciło wypożyczenie. 18 sierpnia 2014, Marić został wypożyczony do Lokomotivy Zagrzeb. 24 sierpnia 2014 zadebiutował w 1. HNL, w meczu przeciwko HNK Rijeka, zmieniając Antego Rukavinę w 90. minucie. Na wypożyczeniu do Lokomotivy spędził 3 sezony, łącznie rozgrywając 94 meczów we wszystkich rozgrywkach, w których strzelił 28 goli.

### Videoton FC
13 lutego 2017, zawodnik podpisał kontrakt z węgierskim Videotonem. Dla węgierskiego klubu zadebiutował 18 lutego 2017, w 20. kolejce NB I, w meczu przeciwko Újpestowi, zmieniając w 82. minucie Danko Lazovicia. Już minutę po wejściu zanotował asystę przy bramce Marko Šćepovicia na 4:1.

### NK Osijek
4 września 2017, napastnik przeniósł się do NK Osijek. W klubie ze Slawonii zadebiutował 9 września 2017, w meczu 8. kolejki przeciwko Hajdukowi Split, kiedy to w 73. minucie zmienił Dmytro Lopę. W swoim drugim sezonie został najlepszym strzelcem swojego klubu, a także drugim najlepszym strzelcem ligi z 18 bramkami. W kolejnym sezonie ligowym, do stycznia 2020, Marić strzelił 14 goli w 19 meczach i przyciągnął uwagę zagranicznych klubów. Jedną z ofert odrzuconą przez Osijek, była ta opiewająca na 5 milionów euro z ukraińskiego Dynama Kijów. Marić zakończył sezon z 20 golami jako najlepszy strzelec ligi (wspólnie z Mijo Caktašem oraz Antonio Čolakiem) i pożegnał się z klubem z 53 golami w 113 meczach, we wszystkich rozgrywkach.

### AC Monza
11 sierpnia 2020, napastnik przeniósł się do beniaminka Serie B AC Monza, z którym podpisał pięcioletni kontakt.

## Kariera reprezentacyjna
Były młodzieżowy reprezentant Bośni i Hercegowiny. Na początku 2014 zainteresował się nim Chorwacki Związek Piłki Nożnej. Jako bośniacki Chorwat, posiadał chorwacki paszport, dzięki któremu mógł rozpatrywany jako przyszły reprezentant. W marcu 2014 postanowił zmienić swoje obywatelstwo, dzięki czemu mógł oficjalnie być powoływany do Vatrenich. Zadebiutował w reprezentacji Chorwacji w turnieju Kirin Cup 2017, w meczu przeciwko Chile.

## Statystyki

### Klubowe
| Klub                      | Sezon            | Liga             | Liga    | Liga   | Puchar kraju | Puchar kraju | Kontynentalne | Kontynentalne | Suma    | Suma   |
| Klub                      | Sezon            | Poziom           | Występy | Bramki | Występy      | Bramki       | Występy       | Bramki        | Występy | Bramki |
| ------------------------- | ---------------- | ---------------- | ------- | ------ | ------------ | ------------ | ------------- | ------------- | ------- | ------ |
| NK Široki Brijeg          | 2012/2013        | Premijer liga    | 15      | 2      | 4            | 1            | —             | —             | 19      | 3      |
| NK Široki Brijeg          | 2013/2014        | Premijer liga    | 22      | 8      | 3            | 2            | 3             | 0             | 28      | 10     |
| NK Široki Brijeg (wyp.)   | 2014/2015        | Premijer liga    | 2       | 0      | 0            | 0            | 4             | 2             | 6       | 2      |
| NK Široki Brijeg (wyp.)   | Łącznie          | Łącznie          | 39      | 10     | 7            | 3            | 7             | 2             | 53      | 15     |
| Lokomotiva Zagrzeb (wyp.) | 2014/2015        | Prva HNL         | 24      | 6      | 4            | 0            | —             | —             | 28      | 6      |
| Lokomotiva Zagrzeb (wyp.) | 2015/2016        | Prva HNL         | 31      | 8      | 3            | 3            | 4             | 1             | 38      | 12     |
| Lokomotiva Zagrzeb (wyp.) | 2016/2017        | Prva HNL         | 18      | 3      | 2            | 1            | 8             | 6             | 28      | 10     |
| Lokomotiva Zagrzeb (wyp.) | Łącznie          | Łącznie          | 73      | 17     | 9            | 4            | 12            | 7             | 94      | 28     |
| Videoton FC               | 2016/2017        | NB I             | 12      | 2      | 0            | 0            | —             | —             | 12      | 2      |
| Videoton FC               | 2017/2018        | NB I             | 4       | 0      | 0            | 0            | 4             | 0             | 8       | 0      |
| Videoton FC               | Łącznie          | Łącznie          | 16      | 2      | 0            | 0            | 4             | 0             | 20      | 2      |
| NK Osijek                 | 2017/2018        | Prva HNL         | 26      | 7      | 3            | 4            | —             | —             | 29      | 11     |
| NK Osijek                 | 2018/2019        | Prva HNL         | 36      | 18     | 4            | 1            | 4             | 1             | 44      | 20     |
| NK Osijek                 | 2019/2020        | Prva HNL         | 35      | 20     | 3            | 2            | 2             | 0             | 40      | 22     |
| NK Osijek                 | Łącznie          | Łącznie          | 97      | 45     | 10           | 7            | 6             | 1             | 113     | 53     |
| AC Monza                  | 2020/2021        | Serie B          | 21      | 2      | 2            | 0            | —             | —             | 23      | 2      |
| Łącznie w klubie          | Łącznie w klubie | Łącznie w klubie | 246     | 76     | 28           | 14           | 29            | 10            | 303     | 100    |

### Reprezentacyjne
| Reprezentacja | Lata    | Występy | Bramki |
| ------------- | ------- | ------- | ------ |
| Chorwacja     | 2017    | 2       | 0      |
| Łącznie       | Łącznie | 2       | 0      |

## Sukcesy

### Klubowe
NK Široki Brijeg
- Zdobywca Pucharu BiH (1×): 2012/2013
- Wicemistrzostwo BiH (1×): 2013/2014

Videoton FC
- Mistrzostwo Węgier (1×): 2017/2018
- Wicemistrzostwo Węgier (1×): 2016/2017

### Indywidualne
- Król strzelców Premijer ligi U-19 (1×): 2011/2012 (32 gole)
- Król strzelców Pucharu Chorwacji (1×): 2017/2018 (4 gole)
- Król strzelców 1. HNL (1×): 2019/2020 (20 gole)